# Kandelia
Kandelia es un género de árboles tropicales con dos especies pertenecientes a la familia Rhizophoraceae.

## Taxonomía
Kandelia fue descrito por (DC.) Wight & Arn. y publicado en Prodromus Florae Peninsulae Indiae Orientalis 1: 310, en el año 1834.  La especie tipo es: Kandelia rheedii Wight & Arn. 

## Especies
- Kandelia candel Wight & Arn.
- Kandelia obovata Sheue, H.Y.Liu & J.W.H.Yong